# 伊勢貞継
伊勢 貞継（いせ さだつぐ）は、鎌倉時代から室町時代の武将。政所執事を務めた。

## 来歴
伊勢盛継の子（または伊勢頼継の子）として生まれる。
足利尊氏、義詮、義満と3代の将軍に仕え、1379年に二階堂行元を追い落として1391年に没するまで政所執事を務めた。貞継の没後は孫の伊勢貞行が政所執事となった。